# یلناک
یلناک (به لاتین: Jelenak) یک منطقهٔ مسکونی در مونته‌نگرو است که در شهرداری دانیلوگراد واقع شده‌است. یلناک ۱۰۴ نفر جمعیت دارد.